# زبان‌های آنگلو-فریسی
زبان‌های آنگلو-فریسی نام گروهی از زبان‌ها از شاخه زبان‌های ژرمنی غربی است و شامل زبان‌هایی می‌شود که از دو زبان انگلیسی باستان و فریسی باستان نشأت گرفته‌اند.
نزدیکی گویشوران زبان‌های آنگلو-فریسی باستان و ساکسون باستان در طول تاریخ باعث اثرگذاری این زبان‌ها بر یکدیگر و وجود ویژگی‌های مشترک میان این زبان‌ها شده‌است. با این حال و با وجود ریشه‌های مشترک، تفاوت‌های نسبتاً زیادی میان زبان‌های فریسی و آنگلی دیده می‌شود که علت آن تاثیر زیاد زبان‌های شمالی و فرانسوی بر زبان انگلیسی و از سوی دیگر تاثیرات زبان‌های هلندی و آلمانی پایین بر زبان فریسی است.

## زبان‌ها
زبان‌های آنگلو-فریسی به دو شاخه اصلی آنگلی و فریسی تقسیم می‌شوند:
- زبان‌های آنگلی
  - انگلیسی
  - اسکاتس
  - یولا (ازمیان رفته)
- زبان‌های فریسی
  - فریسی غربی
  - فریسی ساترلند
  - فریسی شمالی